# Trimley St. Martin
Trimley St. Martin är en by och en civil parish i distriktet East Suffolk i Storbritannien. Den ligger i grevskapet Suffolk och riksdelen England, i den sydöstra delen av landet, 110 km nordost om huvudstaden London. Orten har 1 945 invånare (2001). Den har en kyrka.